# Popurrí (música)
Un popurrí (del francés pot pourri, literalmente «olla podrida») es en música una serie de canciones o trozos de canciones unidas en una sola interpretación larga. 
En los carnavales, el repertorio de las chirigotas y murgas comprende tradicionalmente un popurrí que suele clausurar sus actuaciones.

## El popurrí
Los temas que forman parte del popurrí están generalmente conectados por razones distintas a las meramente musicales, tal vez por pertenecer a un mismo artista, a un mismo álbum, o a un mismo género.
Los popurrís son usados con frecuencia como homenaje de un artista a otro, posiblemente debido a la influencia recibida de este, con partes de canciones enteras del artista original. Otras veces, el popurrí está formado de una serie de canciones demasiado cortas para ser editadas solas, o son unidas porque en su conjunto cuentan una historia. Ejemplos de esto es: A Quick One, While He's Away de The Who, Mercyful Fate de Metallica, Jesus of Suburbia y Homecoming de Green Day, Young Dumb and Broke de Khalid y Thunder de Imagine Dragons, The Big Medley,Schmedley Wilcox, Instrumedley de Dream Theater , el medley en la cara B del álbum Abbey Road de The Beatles, Bohemian Rhapsody de Queen, coustic Medley de Bob Marley (también Marley Medley, versión realizada por Bradley Nowell, vocalista de Sublime) y Floydian Memories de Shadow Gallery. La gran mayoría de los álbumes de Pink Floyd presentan un popurrí entre todas sus canciones o muchas de ellas, con la clara excepción de la última canción de la cara A y la primera de la cara B.
Un popurrí formado de remezclas es llamado un megamix, habitualmente formado de material de un mismo artista, género, o de canciones populares de un año dado o cierta época. Tal es el caso de los mixes de las Estrellas del 45 a Los Beatles y Jive Bunny a la época del Rock & Roll.